# Pyrénées-Atlantiques
Pyrénées-Atlantiques (baskovsko Pirinio-Atlantiarrak ali Pirinio-Atlantikoak, okcitansko Pirenèus-Atlantics, oznaka 64) je francoski departma ob Biskajskem zalivu na meji s Španijo, imenovan po Pirenejih in Atlantskem oceanu. Nahaja se v regiji Nova Akvitanija.

## Zgodovina
Prvotni departma Basse-Pyrénées je bil ustanovljen v času francoske revolucije 4. marca 1790 iz delov nekdanjih provinc Béarn, Gaskonje in treh baskovskih provinc Labourd, Basse-Navarre in Soule. Sedanje ime nosi od 10. oktobra 1969.

## Geografija
Pyrénées-Atlantiques (Pireneji-Atlantik) ležijo na jugu regije Nova Akvitanija ob Biskajskem zalivu. Na severu meji na departma Landes, na vzhodu na departmaja regije Jug-Pireneji Gers in Visoki Pireneji, na jugu pa jo reka Bidasoa ločuje od španske province Guipúzcoa.